# Final Incal
Final Incal est une série de bande dessinée, la quatrième dans la chronologie de L’Incal.

## Auteurs
- Scénario : Alejandro Jodorowsky
- Dessin et couleurs : Ladrönn

## Lien avecAprès l’Incal
À l'origine de Final Incal existe une série dessinée par Mœbius. Elle reprend là où le dernier tome de la série mère s'arrêtait. Le premier tome, intitulé Le Nouveau Rêve, paraît en novembre 2000 ; il nous présente toute l'aventure de l’Incal comme un rêve de John Difool. Initialement, Après l'Incal devait être la 3e et dernière série dans la chronologie de L'Incal, jusqu’à ce qu’elle soit remaniée après le 1er tome.
À propos des liens éventuels entre Après l’Incal et Final Incal, Alejandro Jodorowsky déclare dans une interview sur le site des Humanoïdes Associés :

« Q : Il s’est passé huit ans entre la publication du tome 1 de Après l’Incal avec Mœbius et celle de ce premier tome de Final Incal. Vous paraissait-il important d’apporter certaines modifications, et si oui lesquelles ? S’agit-il d’ailleurs d’un complément ou… d’un recommencement ?

R : Ce n’est pas du tout un complément, moi comme écrivain dans Après l’Incal de Mœbius, je me suis trompé. Je ne sais pas quelle idiote de mouche m’a piqué pour décider que toute l’histoire de L’Incal n’était qu’un rêve. Idée extrêmement facile. Après une cure en mangeant des noix de coco chez les indiens d’Amazonie, j’ai récupéré mon intelligence chamanique. Les sages rats à huit pattes que j’ai vus dans mes délires m’ont prié de recommencer l’histoire. Moebius, gentiment fâché avec moi, a décidé de ne pas me suivre dans cette voie “schizophrénomystique”, j’ai dû attendre huit ans pour trouver un artiste à la hauteur de la nouvelle version. Le rêve s’est transformé en plusieurs mondes parallèles. »

## Combien de tomes sont prévus?
Le scénariste souhaite que la série comporte 6 tomes alors que l’éditeur en annonce 2.
Dans le magazine Casemate, Alejandro Jodorowsky affirme que faire la série en 2 tomes « serait une erreur. Alors je ne vais pas leur obéir ! »
Il semble qu’un compromis a été trouvé, puisque figure à la fin du 2e album : « Suite et fin dans le tome 3 » et aucune parution n'a plus eu lieu après le tome 3 en avril 2014.

## Albums
1. Les Quatre John Difool (avril 2008)
2. Louz de Garra (juin 2011)
3. Gorgo le sale (avril 2014)

## Éditeurs
- Les Humanoïdes Associés : tomes 1 à 3 (première édition des tomes 1 à 3)